# Бредлі (аеропорт)

Схема Міжнародного аеропорту Бредлі 2024

Міжнаро́дний аеропо́рт Бре́длі (англ. Bradley International Airport) (IATA: BDL, ICAO: KBDL, FAA ідент. місц.: BDL) — цивільний аеропорт, розташований за 5 км на захід від Віндзор-Локс, Коннектикут на межі з Іст Гранбі в графстві Гартфорд, Коннектикут, США. Належить штату Коннектикут.
Аеропорт розташований між містами Віндзор-Локс, Саффілд та Іст-Гранбі, на півдорозі між Гартфордом і Спрінгфілдом. Це найзавантаженіший комерційний аеропорт Коннектикуту, в ньому щодня відбувається в середньому 390 злетів-посадок, а також другий за завантаженістю аеропорт Нової Англії після бостонського Міжнародного аеропорту Логан. Найбільшим авіаперевізником у Міжнародному аеропорту Бредлі є Delta Air Lines.
В аеропорту міститься Музей авіації Нової Англії.

## Історія
Історія аеропорту Бредлі веде початок з придбання в 1940 році ділянки землі площею 1700 акрів (7 км2) у Віндзор-Локс, штат Коннектикут. У 1941 році цю ділянку передали Армії США в зв'язку з приготуваннями до війни.
Менш ніж через рік від початку керування військових, аеродром Віндзор-Локс спіткало перше нещастя. Серед призваних служити у Віндзор-Локс був молодий лейтенант Юджин М. Бредлі з Оклахоми. 21 серпня 1941 року під час тренувального польоту лейтенант Бредлі на P-40 зазнав аварії. Його поховано в Хартфорді, однак пізніше його прах перенесено на національне кладовище в Сан-Антоніо, штат Техас.
На згадку про лейтенанта Бредлі аеродром у Віндзор-Локс названо на честь авіатора, аеродром отримав назву Армійська авіабаза, Бредлі Філд, штат Коннектикут 20 січня 1942.
Після закінчення Другої світової війни льотне поле в 1946 році передано цивільній владі штату Коннектикут. Офіційне передання аеродрому для громадського і комерційного використання відбулося 1948 року.
Після передання аеропорту в користування цивільною владою аеродром у місті Віндзор-Локс став відомим як Міжнародний аеропорт Бредлі. В 1947 році літак Eastern Air Lines здійснив перший рейс, після чого почалася цивільна експлуатація аеропорту. Міжнародні операції в аеропорту почалися того ж року. Врешті-решт аеропорт замінив старий, менший за розміром Аеропорт Гартфорд-Брейнард як головний аеропорт Гартфорда.
1960 року пасажирообіг Бредлі перетнув позначку 500 000, перевезено 500 238 пасажирів.

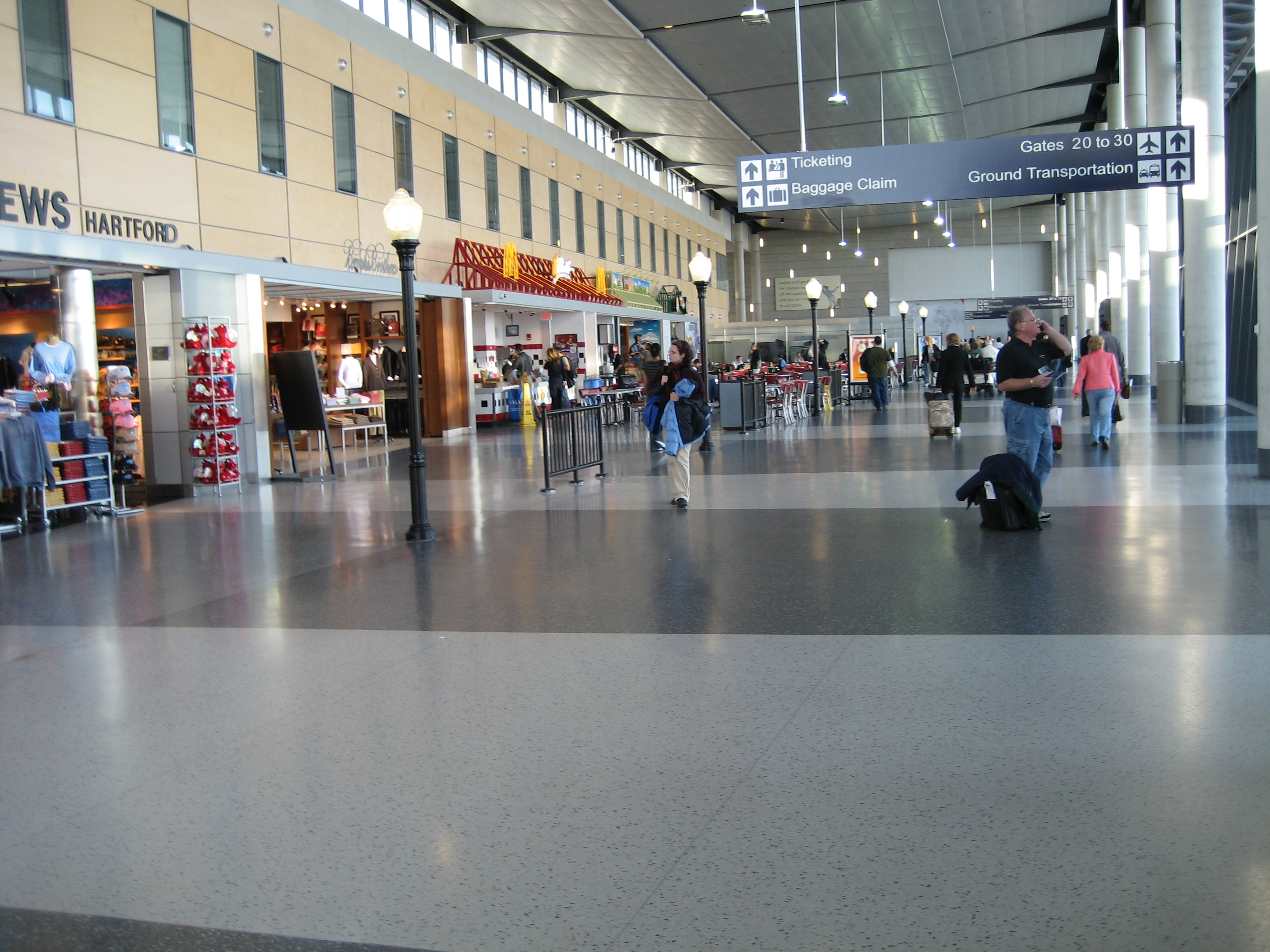
Новий термінал Бредлі

1971 року відкрито міжнародний термінал, за ним у 1977 році на двох злітно-посадкових смугах встановлено ILS.
1979 року аеропорт пережив торнадо, який зруйнував східну частину аеропорту. Найбільших руйнувань зазнав Музей авіації Нової Англії. Його знову відкрито лише в 1982 році.
2001 року почалося будівництво нової автостоянки. Після завершення виникли проблеми з її використанням, оскільки занадто близьке розташування суперечило посиленим після подій 11 вересня вимогам безпеки аеропортів. Недовгий час автостоянка все ж експлуатувалася, хоча кожен транспортний засіб проходив індивідуальний огляд. Врешті Міністерство національної безпеки США заборонило експлуатацію автостоянки.
У 2001 році Tomasso Group розпочала будівництво нового терміналу, який відкрито в 2003. Збільшення пропускної здатності аеропорту було частиною більшого проєкту підвищення іміджу міста Гартфорда як місця для ділових подорожей і відпочинку.

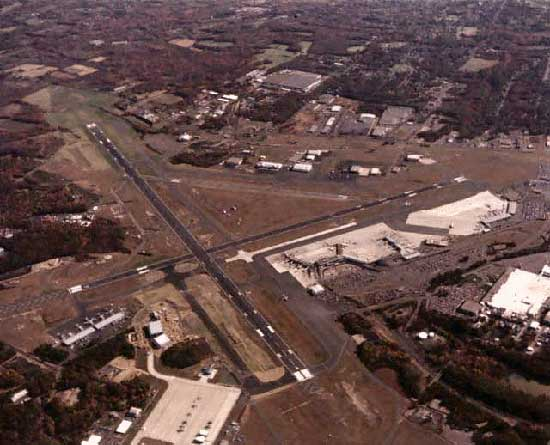
Вигляд з повітря на Міжнародний аеропорт Бредлі

2—3 жовтня 2007 Бредлі в рамках світового турне відвідав Airbus A380, зупинка в Гартфорді була демонстрацією літака працівникам Pratt and Whitney і Hamilton Sundstrand, підрозділів United Technologies, які брали участь у будівництві двигунів GP7000, що можуть використовуватися на літаку.

## Авіалінії та напрямки, грудень 2020

### Пасажирські
| Авіакомпанія       | Пункт призначення | Refs   |
| ------------------ | --- | ------ |
| Aer Lingus         | Дублін (призупинено) | [ 2 ]  |
| Air Canada Express | Монреаль-Трюдо, Торонто-Пірсон (обидва призупинені) |        |
| American Airlines  | Шарлотт, Чикаго–О'Хара, Даллас/Форт-Верт, Маямі, Філадельфія | [ 3 ]  |
| American Eagle     | Шарлотт, Чикаго–О'Хара, Маямі, Філадельфія, Вашингтон-Даллес (призупинено)                                                                                        | [ 3 ]  |
| Delta Air Lines    | Атланта, Детройт, Міннеаполіс/Сент-Пол Сезонний: Канкун | [ 4 ]  |
| Delta Connection   | Цинциннаті/Північний Кентуккі, Клівленд, Ралі-Дарем (всі призупинені) Сезонні: Детройт, Міннеаполіс/Сент-Пол                                                      | [ 4 ]  |
| Frontier Airlines  | Орландо Сезонні: Денвер, Маямі, Ралі-Дарем | [ 5 ]  |
| JetBlue            | Канкун, Форт-Лодердейл/Голлівуд, Лас-Вегас, Лос-Анджелес, Орландо, Сан-Франциско, Сан-Хуан, Тампа, Палм-Біч Сезонний: Форт-Маєрс                                  | [ 6 ]  |
| Southwest Airlines | Балтімор/Вашингтон, Чикаго-Мідвей, Денвер, Нашвілл (з 11 березня 2021), Орландо, Сент-Луїс-Ламберт, Тампа Сезонний: Форт-Лодердейл/Голлівуд, Форт-Маєрс, Палм-Біч | [ 8 ]  |
| Spirit Airlines    | Форт-Лодердейл/Голлівуд, Орландо Сезонні: Форт-Маєрс, Мертл-Біч, Тампа                                                                                            | [ 9 ]  |
| United Airlines    | Чикаго-О'Хара, Денвер, Вашингтон-Даллес | [ 10 ] |
| United Express     | Чикаго-О'Хара, Х'юстон-Інтерконтінентал (призупинено), Вашингтон-Даллес                                                                                           | [ 10 ] |

### Вантажні
| Авіакомпанія    | Пункт призначення | Refs |
| --------------- | --- | ---- |
| Amazon Air      | Лігай-Веллі, Остін-Бергстром, Цинциннаті/Північний Кентуккі, Форт-Верт-Альянс, Лейкланд-Ліндер, Онтаріо, Сан-Франциско, Сіетл/Такома, Вілмінгтон                                                        |      |
| DHL Aviation    | Гаррісбург Сезонні: Цинциннаті/Північний Кентуккі, New York–JFK, Рочестер |      |
| FedEx Express   | Індіанополіс, Манчестер-Бостон, Мемфіс, Ньюарк, Портланд Сезонний: Олбані, Баффало-Ніагара, Колумбус–Рікенбакер, Гаррісбург, Лос-Анджелес, Ньюбург, Філадельфія, Ралі-Дарем, Рочестер, Вашингтон–Даллес |      |
| Wiggins Airways | Бриджпорт, Манчестер-Бостон, Ньюарк, Пукіпсі |      |
| UPS Airlines    | Олбані, Бостон, Чикаго-Рокфорд, Луїсвілл, Ньюарк, New York–JFK, Онтаріо, Філадельфія, Провіденс Сезонний: Баффало-Ніагара, Даллас/Форт-Верт, Де-Мойн, Гаррісбург, Манчестер-Бостон, Сірак'юс            |      |

## Термінали
Аеропорт має один термінал із двома конкорсами: Східний конкорс (гейти 1–12) та західний конкорс (гейти 20–30). Східний конкорс (гейти 1–12) обслуговує Aer Lingus, Air Canada, Delta Air Lines, JetBlue та Southwest Airlines. Західний конкорс (гейти 20–30) обслуговує American Airlines, Frontier Airlines, Spirit Airlines та United Airlines.

### Військові оператори
- Повітряна Національна гвардія Коннектикуту
  - 103-е крило (103 AW) «Flying Yankees»
    - 118-я ескадрилья (118 AS): використовує C-21. Ескадрилья спочатку носила найменування 118-я винищувальна ескадрилья і на озброєнні її від середини 1970-х до 2007 року перебували A-10 Thunderbolt II.
- Військова транспортна авіація використовує KC-135 Stratotanker, C-17 Globemaster і C-130 Hercules.
- Армійська Національна гвардія Коннектикуту
  - 126-й авіаційний полк

## Транспорт

### Залізниця
Найближчі до аеропорту залізничні станції — «Віндзор-Локс» і «Віндзор», обидві обслуговують поїзди Amtrak. Існують автобусні рейси Connecticut Transit між станцією Віндзор і аеропортом. Планується будівництво залізничної гілки між Нью-Гейвеном і Спрингфілдом.

### Автобус
Автобуси оператора Connecticut Transit здійснюють рейси між Гартфордом, залізничною станцією «Віндзор» і аеропортом Бредлі.